# Neriene brongersmai
Neriene brongersmai là một loài nhện trong họ Linyphiidae.
Loài này thuộc chi Neriene. Neriene brongersmai được miêu tả năm 1969 bởi van Helsdingen.